# Kiprit, Ağlasun
Kiprit là một xã thuộc huyện Ağlasun, tỉnh Burdur, Thổ Nhĩ Kỳ. Dân số thời điểm năm 2010 là 283 người.